# Икомев
„Икомев“ е българска държавна компания за външна търговия, регистрирана като офшорна фирма във Вадуц, Лихтенщайн.
Създадена е през 1964 година като част от мрежата от офшорни фирми на свързаната с Държавна сигурност фирма „Тексим“. След ликвидирането на „Тексим“ през 1969 година не е закрита, поради неясноти около правата на собственост, но от 1972 година е под контрола на държавната външнотърговска компания „Интеркомерс“, която през следващите години я използва за някои реекспортни сделки.
През 1985 година, поради опасения на държавното ръководство, че контрабандната търговия (т.нар. „скрит транзит“) на държавната фирма „Кинтекс“ може да бъде разкрита и използвана срещу България в контекста на изострените отношения с Турция при т.нар. „Възродителен процес“, тя е прехвърлена към „Икомев“. Създаден е клон на фирмата в София, ръководен от офицера от Държавна сигурност Божидар Йорданов, към който са прехвърлени имоти и стокови наличности на „Кинтекс“ и дъщерните ѝ фирми „Сокотрейд“, „Корестал“ и „Гудекс“. Основната дейност на „Икомев“ е контрабандният внос на луксозни стоки – цигари, алкохол, часовници, битова електроника, скъпоценни камъни и метали, валута, както и износът на произвеждания в България наркотик каптагон. Персоналът на фирмата не надхвърля 25 души, като в периода 1985 – 1990 година реализира печалба около 25 милиона долара.
През 1990 година голяма част от дейността на „Икомев“ в България е прехвърлена към „Тератон“, но фирмата продължава дейността си и в началото на 90-те години от Виена под ръководството на Йорданов.